# Eliza Hittman
Eliza Hittman (ur. 1979 w Nowym Jorku) – amerykańska reżyserka, scenarzystka i producentka filmowa, pracująca w kinie niezależnym.

## Życiorys
Urodziła się i wychowała w rodzinie żydowskiej na nowojorskim Brooklynie w dzielnicy Flatbush. Często później wykorzystywała Nowy Jork jako miejsce akcji swoich filmów. Uzyskała tytuł BA (odpowiednik licencjatu) sztuki teatralnej w 2001 na Uniwersytecie Indiany. Następnie tytuł magistra sztuki filmowej zdobyła na uczelni California Institute of the Arts.
Po kilku filmach krótkometrażowych zadebiutowała w fabule filmem Prawie jak miłość (2013). Premierę na Sundance Film Festival miał jej drugi obraz, Beach Rats (2017), który nagrodzono tam za reżyserię. Była to intymna opowieść o nastolatku z Brooklynu zmagającym się ze swoją tożsamością seksualną. 
Najwięcej pochwał wśród krytyków zyskał jej dramat Nigdy, rzadko, czasami, zawsze (2020), poświęcony tematyce aborcji. Opowiadał on o nastolatce z Pensylwanii, która w tajemnicy przed rodzicami wyrusza wraz z koleżanką do Nowego Jorku, by poddać się tam zabiegowi usunięcia dziecka. Film zdobył Srebrnego Niedźwiedzia - Grand Prix Jury, czyli drugą nagrodę w konkursie głównym na 70. MFF w Berlinie.
Reżyserka zasiadała w jury oceniającym debiuty filmowe na 74. MFF w Berlinie (2024).